# کی‌داراب
داراب یا دارا یا داراب مهین (به پارسی باستان: 𐎭𐎠𐎼𐎹𐎺𐎢𐏁 ت.ت. 'دارَیَوَئوش'؛ به پارسی میانه: ت.ت. 'داراو/داریاو') پسر کی‌بهمن و همای چهرزاد و پدر اسکندر و دارا (داراب کهین)، هفدهمین پادشاه ایران و هشتمین پادشاه کیانی است که دوازده سال پادشاهی کرد.
برخی از پژوهشگران پادشاهی داراب را با دورهٔ هخامنشی پیوند می‌دهند و وی را با داریوش دوم یکسان می‌دانند؛ باتوجه به‌اینکه داریوش دوم پدر اوستانوس و اوستانوس پدر آرشام دوم و آرشام دوم پدر داریوش سوم بوده‌است، و بنابراین داریوش سوم (دارا) نسب‌اش با سه نسل فاصله به داریوش دوم می‌رسد، و به‌همین جهت برخی از پژوهشگران داراب را با داریوش دوم یکسان می‌دانند.

## درداراب‌نامه

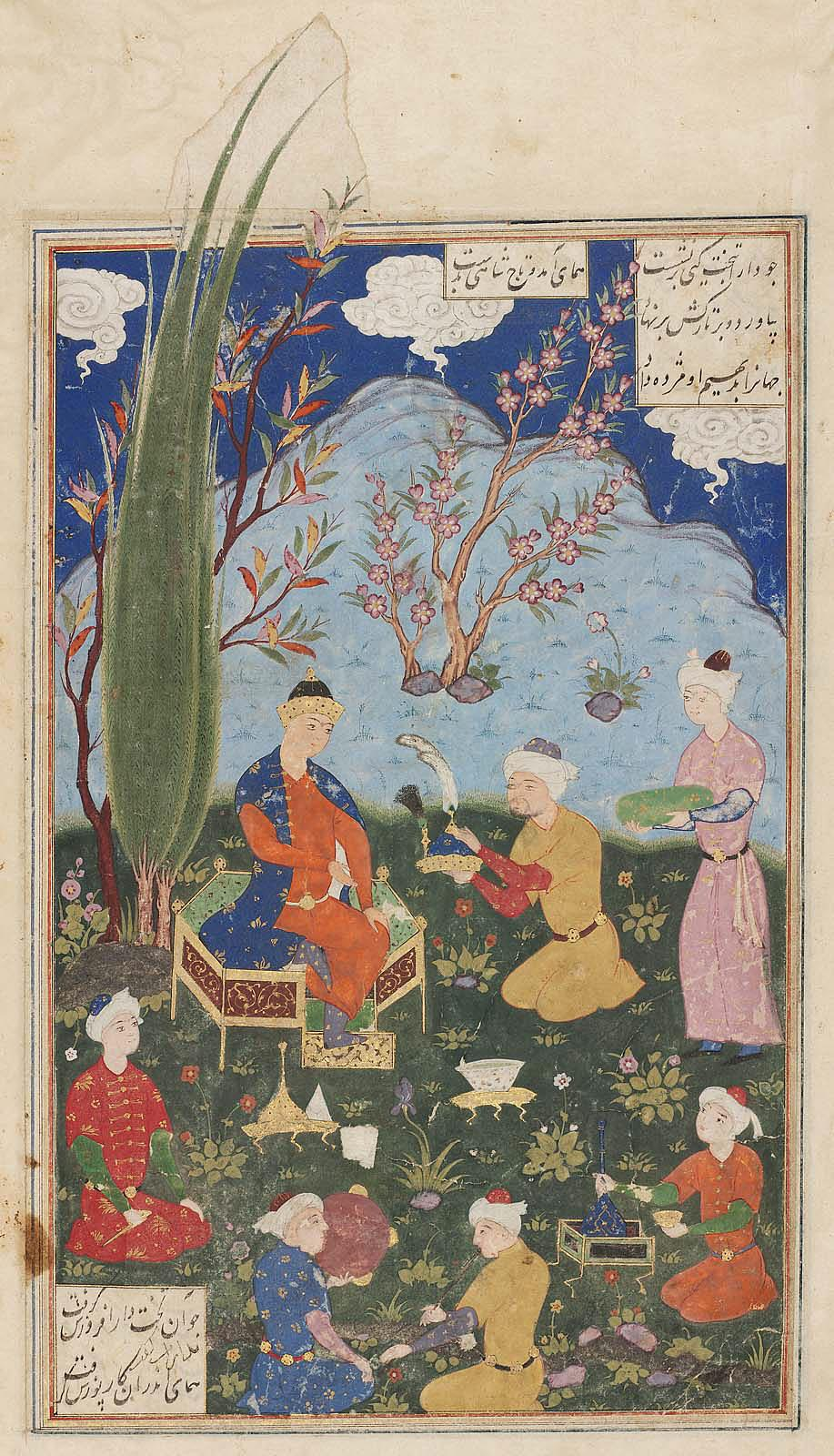
داراب هنگام دریافت تاج از مادرش همای چهرزاد نگاره‌ای از شاهنامهٔ تهماسبی متعلق به سدهٔ ۱۶ م. (دورهٔ صفوی) جای نگهداری: موزه هنرهای زیبای بوستون

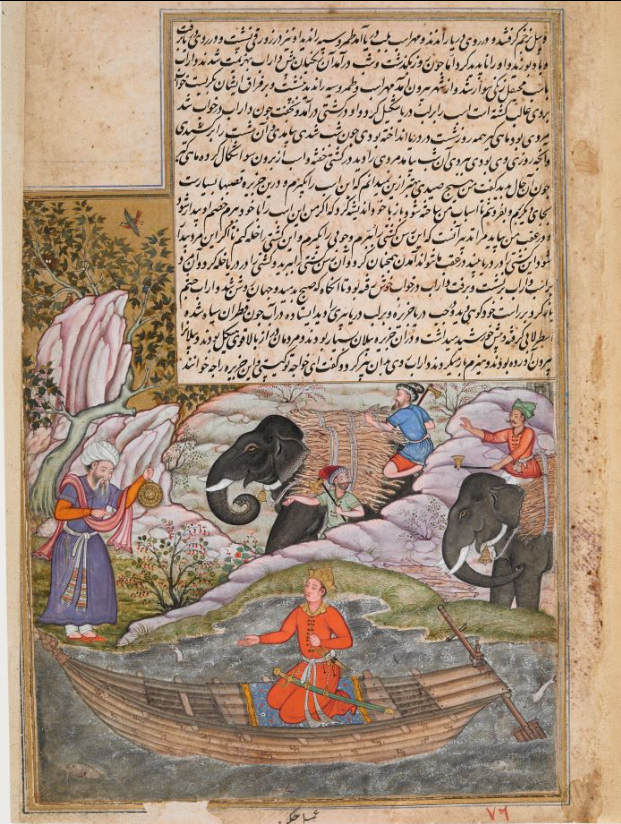
کی‌داراب در قایق نگاره‌ای از داراب‌نامه اکبرشاهی متعلق به سدهٔ ۱۶ میلادی جای نگهداری: کتابخانه بریتانیا

ابوطاهر داستان کی‌بهمن را دنبال می‌کند که بیشتر از شاهنامه نامور است، پدرش، شاهزاده کیانی اسفندیار با قهرمان اساطیری ایرانی رستم جان خود را از دست داده بود. در فصل یکم داراب‌نامه آمده‌است که کی‌بهمن با شاهزاده همای، دختر پادشاه مصر پیوند زناشویی می‌بندد، ولی پیش از زایش فرزندشان توسط اژدها کشته می‌شود. همای اکنون پادشاه پادشاهی ایران است. برخلاف این، فصل دوم با اشاره به این که همای دختر اردشیر است آغاز می‌شود که او چشم‌براه فرزندش است. این روایت منطبق بر روایت شاهنامه است که از ابوطاهر نیز پیروی می‌کند، زیرا او از رها شدن کودک پسر در فرات و یافتن او توسط یک شستشوگر خبر می‌دهد. چون او را در آب یافته، او را «داراب» می‌خواند. در تاریخ، داراب‌نامه و شاهنامه گوناگونی قابل‌توجهی دارند.

### جوانی داراب
ابوطاهر می‌گوید که داراب از ده سالگی از ادامه کار به عنوان لباسشویی خودداری کرد. از آنجایی که او از بدو زایش با شکوه و جلال پادشاهی احاطه شده‌است، به‌راحتی می‌تواند خود را در هنر جنگ آموزش دهد و توانایی‌های برجسته خود را به نمایش بگذارد. این به او امکان دسترسی به دربار همای چهرزاد در بغداد را می‌دهد، که او را به‌عنوان پسر خود می‌شناسد و می خواهد او را پادشاه کند. با این هنگام، او از پذیرش پادشاهی سرباز می‌زند، زیرا در خواب فهمیده است که هنوز برای آن آماده نیست. او پایتخت را ترک می‌کند و نذر می‌کند که در فرصتی مناسب بازگردد.

### سفر داراب
داراب که اکنون حدود ۱۸ سال دارد، اکنون به دنبال شستشوگر و همسرش که او را بزرگ کرده‌اند، می‌رود. این او را به یک سفر به‌درازا در آب و خشکی هدایت می‌کند. او در بخش عمان با شهبانو تمروسیه ملاقات می‌کند که شوهرش در جنگ علیه او کشته شده است. او عاشق داراب می شود و او را در سفر دنبال می‌کند، ولی پس از انواع ماجراها از او جدا می‌شود و در نتیجه تجربیات او و درآینده برادرش مهراسپ نیز بیشتر می‌شود. قهرمانان با آدم خوارها، سیکلوپ‌ها، هیولاها، آدمیان، آفتاب گردان‌ها مواجه می‌شوند یا توسط تاجران برده ربوده می‌شوند. در نهایت، شخصیت‌های بنیادی داستان همیشه پیروز می‌شوند خود را از مخمصه‌های خود رها کنند. زمانی‌که اوضاع خیلی ناامید است، داراب با مداخله ایزدی نجات می‌یابد.
از آنجایی که داراب به دروغ از مرگ تمروسیه مطلع شد، شاهزاده زنکالیسا، دختر پادشاه خورشید پرستان را به همسری گرفت. مدتی بعد، مهراسپ بدون آگاهی از این پیوند، با خواهر زنکالیسا در جزیره زن یک چشم پیوند زناشویی می‌بندد. دو زن داراب در مسیرهای پرپیچ و خم متوجه یکدیگر می‌شوند و پس از اینکه تمروسیه با معشوق خود ملاقات می‌کند، در یک سفر با قایق توسط زنکالیسا کشته می‌شود و در آب پرتاب می‌شود. داراب برای نجات پسری که بلافاصله پیش از آن زاده شده بود شتافت و نام او را «داراب» گذاشت، زیرا او را «در آب» یافت. زنکالیسا و پدرش اندکی بعد بر اثر گزش مار می‌میرند. داراب اکنون عازم سفری پرماجرا به ایران می شود، در راه با شوینده ثروتمندی که روزی او را در آب یافته بود، ملاقات می‌کند و در پایان سفر بر تخت شهریاری می‌نشیند.

## به‌عنوان پادشاه روم و زایش اسکندر
کی‌داراب به‌عنوان پادشاه ایران، در آغاز از یورش‌های اعراب (تازیان) و رومیان جلوگیری می‌کند. در یکی از نبردهای خود با روم، با فیلقوس نبرد می‌کند و سپاه او را شکست می‌دهد، پس از صلح کی‌داراب از فیلقوس فرمان‌روای شکست خورده روم، می‌خواهد که دخترش ناهید دختر فیلقوس را به همسری به او بدهد و با خود به ایران می‌آورد. با این هنگام، کی‌داراب ناهید را پس از شب عروسی به‌دلیل بوی بد دهان دل‌آزرده می‌شود و او را که باردار است به روم بازمی‌گرداند. کی‌داراب که همسر دیگری برگزیده است، صاحب فرزند دیگری به نام دارا (داریوش سوم) می‌شود. کی‌داراب پیش از مرگ دارا را جانشین خود می‌کند و درمی‌گذرد. ناهید مخفیانه فرزندش را در خانهٔ فیلقوس می‌زاید که اسکندر نام دارد. به‌دلیل ترس از سرافکندگی زایش اسکندر مستور می‌ماند و اسکندر پسر فیلقوس شناخته می‌شود. در آغاز پیرزنی از او هوشیاری می‌کند و در چهار سالگی او را نزد ارسطو می‌آورد. این او را در دانش‌های گوناگون مانند فلسفه، پزشکی و هندسه، ولی بالاتر از همه در طالع بینی و تعبیر خواب آموزش می‌دهد. اسکندر در ده سالگی به دربار پادشاهی روم آمد و چند سال بعد توسط فیلقوس، پدربزرگش، جانشین او شد. پس از انواع مبارزه‌ها برای تاج و تخت، سرانجام اسکندر به پادشاهی رسید و بدین سبب کینهٔ ایرانیان در دل رومیان ریشه می‌دواند. هنگامی اسکندر به پادشاهی رسید که برادر ناتنی او دارا، پسر کی‌داراب و تمروسیه، پادشاه ایران شد.

## بازتاب و اثرگذاری خبر
ایرانیان با چنین داستانی برای اسکندر جهان‌گشا، نژادی ایرانی قائل شده بودند و او را برادر داریوش سوم به حساب می‌آورند. همین داستان زیربنای اسکندرنامه و روایت‌های مثبت منتسب به اسکندر را به وجود می‌آورد.

## منشأ خبر
سرگذشت افسانه‌ای اسکندر قطعاً منشأئی ایرانی و پهلوی ندارد و در اصل از منابع رومی و سریانی به عربی و از آنجا به آثار زبان فارسی راه پیدا کرده‌است. چرا که در متن‌های دینی، اسکندر همیشه با لقب گجسته مورد نفرین است و در روایت‌های زرتشتی سوزاندن اوستا به او نسبت داده شده‌است.

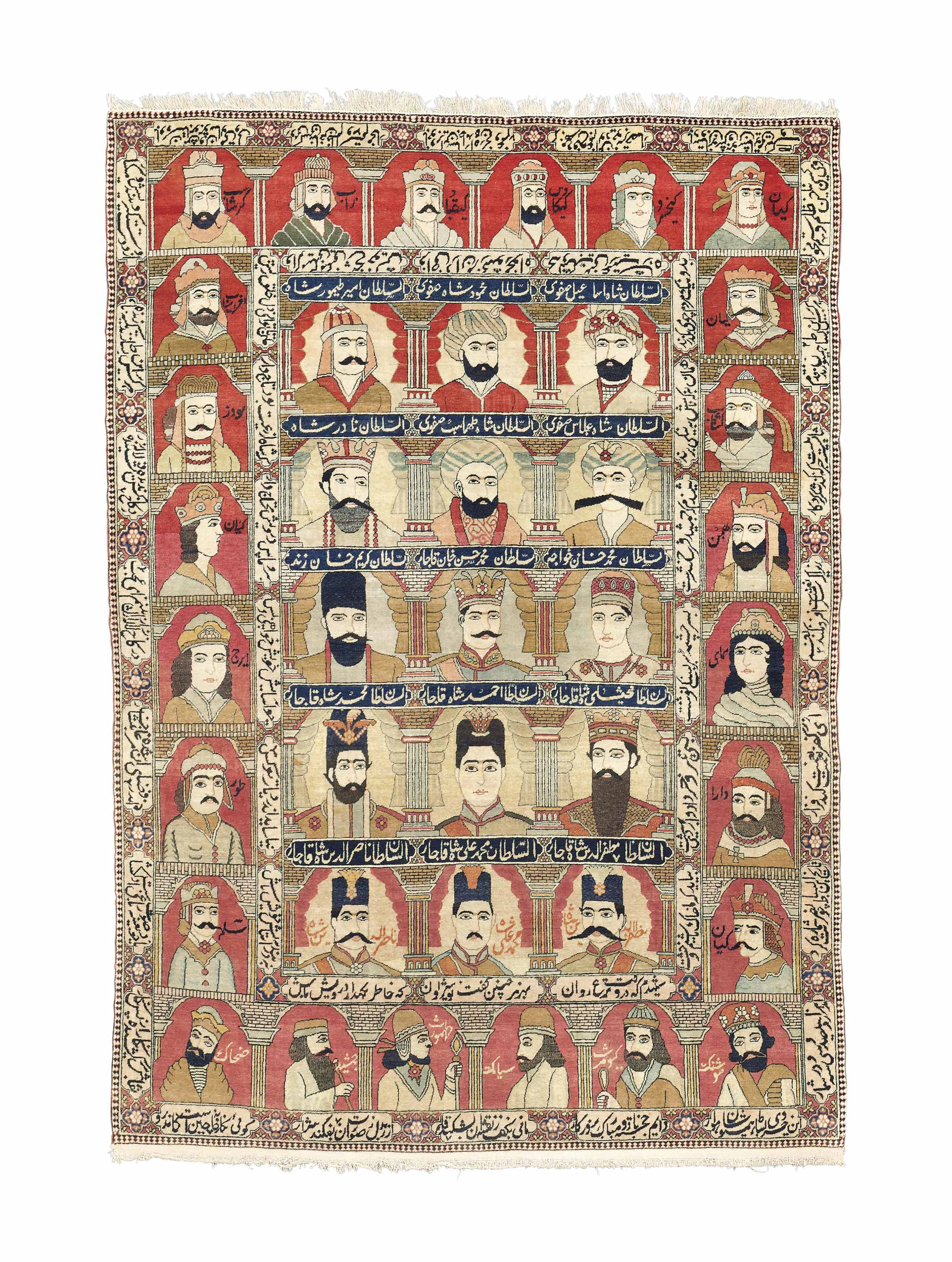
یک فرش کهن کاشانی از دورهٔ قاجاری که دور تا دور آن نقش پادشاهان اسطوره‌ای ایران قرار گرفته‌اند. در میانهٔ آن، نگارهٔ چند تن از شاهان ایران نوین جا داده شده‌است.